# Herenhuis Hofdijk
Herenhuis Hofdijk is een herenhuis aan de singel net buiten het centrum van de Nederlandse stad Alkmaar. Net als de panden Herenhuis Marianne, Villa Wilhelmina, Parkzicht, Villa Emma en Schoonzicht maakt het onderdeel uit van het complex "Nieuwlandersingel".  Het complex is gebouwd tussen 1904 en 1909 in de stijl van de jugendstil.

## Exterieur
De plattegrond van het pand is rechthoekig van vorm, het pand zelf bestaat uit een souterrain met daarboven twee verdiepingen plus een zolder. Het souterrain is gepleisterd, de voorgevel erboven is opgetrokken uit rode en gele verblendstenen in decoratieve patronen, de achtergevel van wit gesausde bruine baksteen. Het dak is een afgeknot schilddak, het is een dak dat normaal begint en halverwege plat wordt. Op het dak liggen rode tuiles du Nordpannen. De zijgevel is van oranje verblendstenen gemaakt.
De ramen hebben alleen in de bovenlichten nog de originele roedenverdeling. Boven alle vensters zijn lateien aangebracht. Boven de gevelopeningen in de zijgevel gaat het om een koppenlaag van gele baksteen en in de voorgevel om grijze (kunst)steen.
Aan de Nieuwlandersingel bestaat de gevel uit een driezijdige erker. Zowel in het souterrain als op de verdiepingen telt de erker drie vensterassen. De middelste heeft helemaal in de top een topgevel met een rondboogvormig zoldervenster en daarboven een makelaar met windveren langs de randen van het dak. Op de verdieping heeft de linker vensteras een balkon. De balkondeur is een dubbele glasdeur met getoogde ramen.
Vrijwiel in het midden van de zijgevel, aan de Hofdijkstraat, bevindt zich de entreepartij. De dubbele voordeur is te bereiken middels een hoge trap met ijzeren hekwerk. Boven de voordeur een bovenlicht met roedeverdeling. Aan weerszijden van de voordeur een zijlicht met glas-in-loodramen. Links van de entree is een gekoppeld venster geplaatst. Rechts van de entree een vensteras met twee schuifvensters boven elkaar. Geheel rechts op de zijgevel bevindt zich een tweede puntgevel. Deze topgevel is gelijk aan die van de voorgevel, met een rondboogvormig zoldervenster, echter op de verdiepingen zijn geen vensters aangebracht.
De achtergevel heeft op de bel-etage een dubbele glasdeur met zij- en bovenlichten voorzien van glas-in-loodramen. Boven de dubbele deur een balkon, eveneens met dubbele glasdeur.

## Interieur
Van het interieur uit de bouwtijd is een groot deel bewaard gebleven. Onder andere de indeling, met een kamer en suite, paneeldeuren en verschillende stucplafonds zijn nog aanwezig. Alles, inclusief de nog aanwezige originele schouwen, is in de stijl van de art nouveau vormgegeven. Van de schouwen was niet eens bekend dat zij nog in jugendstil-stijl vormgegeven zijn, dit bleek pas tijdens de restauratie in 2007. In de jaren 1960 werden de twee haarden dichtgezet met spaanplaat, wat in 2007 dus weer ongedaan werd gemaakt.

## Trivia
- Een groot deel van de restauratie in 2007 werd opgenomen voor het SBS6-programma De bijzondere verbouwing.